# Sodelanje
Sodelanje, tudi sodelo ali coworking, v najširšem pomenu opredeljuje način dela, ki samozaposlenim in drugim profesionalcem omogoča, da si občasno ali stalno delijo delovni prostor z drugimi ustvarjalci iz svoje ali sorodnih panog, poleg prostora pa se termin navezuje tudi na skupnost, ki se znotraj njega ustvari. Tako si zmanjšajo stroške najema prostora, hkrati pa s spontanim mreženjem z drugimi posamezniki najrazličnejših profilov pridobivajo nove izkušnje, zamisli, vstopajo v nove projekte in ustvarjajo inovacije. Apliciranje sodela na delovnem mestu zaradi specifičnosti svojega delovnega prostora odpravlja socialno izolacijo samozaposlenih profesionalcev, ponuja priložnosti za pridobivanje novih projektov, del, profesionalnega razvoja ter izboljšuje pretok znanja in izkušenj.
Coworkinga se ne sme zamešati s co-workingom, ki predstavlja delo posameznikov, vpetih v vzpostavljeno/tradicionalno organizacijsko okolje (npr. podjetje), vezi med njimi pa so oblikovane na podlagi določenih norm (npr. zahtevan delovni čas), kulture (npr. smernice oblačenja) in formalizacije poslovanja (npr. sklenjena pogodba o zaposlitvi).

## Prostor
Pri sodelu je najprej pomembna skupnost, vendar pa se coworking kultura in filozofija največkrat materializirata v obliki odprte sodelovne platforme – coworking prostora. Da se ta platforma lahko primerno vzpostavi, je bistvenega pomena soustvarjanje s skupnostjo, v kateri deluje. Sodelovne skupnosti po navadi razpolagajo z izredno omejenimi sredstvi, zaradi česar se najemajo starejši prostori z dostopnejšo najemnino – ker financ za najemanje obrtnikov po navadi primanjkuje, je zelo dobrodošel tudi časovni vložek skupnosti za obnovo. Povezovanje s skupnostjo je pomembno tudi, ker mora biti platforma zasnovana po meri uporabnikov in se torej postopoma opremlja, medtem ko uporabniki platformo že uporabljajo.
Prostor se spreminja, prilagaja glede na trenutne vsebinske zahteve skupnosti, razvoj prostora pa se nikoli ne ustavi, ob uspešnem razvoju skupnosti se veča in nadgrajuje. Pri sodelovnih prostorih po navadi velja, da ne gre za klasične pisarne, funkcionalnosti prostora pa se razlikujejo glede na potrebe skupnosti. Uporabniki prostora si po navadi delijo velik prostor, ki jim služi kot pisarna, znotraj prostora pa lahko uporabljajo mnoge storitve, ki so jim na voljo glede na njihovo članstvo: konferenčna soba, privatne pisarne, kuhinjska niša, uporaba kavnih avtomatov, 3D tiskalnikov itd. Tak način ureditve je idealen za podjetnike, ki ne želijo upravljati svoje pisarne, se ukvarjati s kupovanjem pohištva, vzdrževanjem prostora in najemanjem pomočnika. Uporabniki lahko najamejo določene ali nedoločene prostore znotraj sodelovalnega prostora za različne časovne intervale (navadno od enega dneva do enega leta), ponudba pa je odvisna od samega sodelovnega prostora oz. skupnosti. Sodelanja ne definirajo značilnosti prostora, temveč principi dela.

## Skupnost
Proces vzpostavitve skupnosti je izredno zahteven, saj so specifike razvoja odvisne od osebnostnih značilnosti potencialnih coworkerjev, njihovih kariernih aspiracij in drugih potreb ter dinamike znotraj skupnosti. Skupnost se postopno razvija, saj se le tako lahko zgradi trdna skupnost uporabnikov, ki si medsebojno zaupajo.
Delavci v moderni dobi kažejo vse večje tendence k samostojnemu in neodvisnemu delu, medtem ko »tradicionalne službe« delavce lahko omejujejo. Profesionalci brez stabilne zaposlitve, t. i. svobodnjaki ali freelancerji imajo zato večji občutek svobode, samostojnosti, počutijo se srečnejši ter so učinkovitejši. Kljub temu pa ima ta oblika dela tudi nekatere negativne vidike – nekateri poročajo o zahtevnejšem pridobivanju strank, nestabilnem pritoku denarja, občutku izolacije in potrebi po nakupu in uporabi potrebnih tehnologij, ki so lahko zanje predrage. Ker si svoje pisarne postavijo doma ali v najetem prostoru, imajo na svojem delovnem mestu manj fizičnega stika in komunikacije z drugimi ljudmi. Ti problemi so rešeni z uporabo sodelovalnega prostora – svobodnjaki tako pridobijo prostor z vso potrebno tehnologijo in storitvami, prav tako pa jim ponuja možnost mreženja in izmenjavanja znanja. Nekateri s freelancerji razlagajo sam narast sodelovnih prostorov – v zadnjih dveh desetletjih je opazno znižanje števila redno zaposlenih delavcev v podjetjih, ki se raje odločajo za zaposlovanje freelancerjev in projektno-usmerjenih delavcev. Zaradi povečanega števila samostojno delujočih mobilnih delavcev naj bi naraslo tudi število sodelovalnih prostorov. Uporabniki sodelovalnega prostora so navadno freelancerji, prav tako pa prostor uporabljajo posamezniki s polno zaposlitvijo, delno zaposlitvijo, študentje, posamezniki na materinskem ali starševskem dopustu, itd.
Med uporabniki sodelovnega prostora in dela skupnosti so pogosti predvsem mladi profesionalci, ki jim po končanem šolanju zaradi razmer na trgu dela ne preostane drugega, kot da izberejo samostojno pot. Sodelovne platforme so sicer različno segmentirane, vendar je večina samozaposlenih profesionalcev delujočih na polju kreativnih industrij. Dobrodošel je predvsem transfer znanja med različnimi profesionalnimi profili, saj naj bi ta prinašal višjo motivacijo za opravljanje delovnih nalog in spoznavanje nadarjenih posameznikov iz lokalne skupnosti, hkrati pa bi omogočal priložnosti za inovacije. Za sodelo je značilno, da daje podlago za profesionalno heterogeno skupnost, ki omogoča razvoj neformalnih odnosov ter predvsem predajanja znanja.
Sodelovni prostori se držijo vrednot: sodelovanje, skupnost, trajnost, odprtost in dostopnost. Od uporabnikov sodelovnega prostora se pričakuje ne le souporaba in skrb za prostore, temveč tudi sodelovanje v življenju skupnosti in deljenju idej z drugimi prebivalci prostora.
Slovenske sodelovne platforme niso omejene z določenim segmentom uporabnikov, saj je transfer znanja in veščin med heterogenimi uporabniki tisti, ki lahko prinaša največje učinke.

## Dejavnosti
Pri sodelu je značilen poudarek na predajanju veščin skupnosti – izobraževanju na področju podjetništva, novih ekonomskih modelov (npr. množičnega financiranja), kreativnih industrij, podjetništva z visokimi družbenimi učinki in drugih znanj, ki jih samozaposleni profesionalci lahko ponudijo. Skupnost soustvarja večino programa dejavnosti, ali pa za njih daje vsaj pobudo.
Dogodki so lahko usmerjeni na opolnomočenje članov skupnosti, da lahko s pomočjo novih znanj bolje izvajajo projekte ali pa so usmerjeni navzven, z namenom, da pritegnejo širšo skupnost, ki sicer nima dnevnih sodelavnih potreb, ampak jih zanimajo obravnavane tematike, ki ljudem nudijo nova znanja ter perspektive.
Dogodki, organizirani v okviru sodela, po navadi potekajo znotraj njihovih prostorov, lahko pa se prestavijo v druge prostore ali na prosto. Sodelovne platforme nudijo tudi produkcijsko podporo uporabnikom, izvedbene storitve pa se lahko ponujajo tudi zunanjim ustvarjalcem, podjetjem, organizacijam.

## Zgodovina
Izraz coworking je prvi začel uporabljati Bernie DeKoven leta 1999, leta 2005 pa ga je Brad Neuberg uporabil za opis prostora. Ta je sredi 90-ih let kot računalniški programer iz Silicijske doline dal odpoved v veliki korporaciji, da bi nadaljeval svojo kariero kot freelancer. Kljub temu, da je bil vesel, da se je umaknil iz korporacijskega okolja, je pogrešal družbo drugih, kar ga je pripeljalo do tega, da je ustanovil Spiral Muse Coworking Community, ki velja za uradni začetek coworkinga. V San Franciscu je tako ustanovil prvi prostor za sodelanje; v prostoru so sicer delali trije tehnološki delavci, med dnevom pa je bil prostor odprt tudi za druge. Sodelovalni prostor je vseboval iz majhnega števila miz, nekaj kavčev in kuhinjske niše. Mize so bile na voljo samozaposlenim delavcem za 100 dolarjev na mesec. Kljub temu, da se je prostor zaprl v roku enega leta, se je ideja tovrstnega dela obdržala. Drugi freelancerji iz San Franciscu so odprli nove coworking prostore, koncept pa se je hitro razširil po Združenih državah Amerike in po svetu.
Dandanes se taki prostori, namenjeni sodelanju, ustanavljajo po vsem svetu. V Združenih državah Amerike je danes skoraj 1000 takih prostorov, po svetu več kot 2000, vse bolj popularni pa postajajo tudi v Sloveniji.

## Prostori za sodelo v Sloveniji
V Sloveniji je bila jeseni leta 2011 ustanovljena iniciativa Slovenia Coworking, s tem pa se je v Sloveniji začela hitro razvijati tudi kultura sodela. Ta se je v Sloveniji razvila kot odgovor na različne zaznane probleme, kot ključna dva problema so v študiji o rezultatih pilotnega projekta sodela avtorji Eva Perčič, Marko Orel in Luka Piškorič izpostavili kompleksno problematiko samozaposlenosti ob sočasnem gospodarskem pesimizmu, ki so jim pobudniki slovenskega sodelanja priča že od začetka gospodarske krize. Naraščajoče število samozaposlenih profesionalcev je v izredno negotovem položaju, saj imajo socialno varnost, velikokrat so na pragu revščine, pogosto pa jim primanjkujejo ključne podjetniške veščine in priložnosti za vzpostavitev novih vezi in pridobitev novih projektov, saj so socialno izolirani. Te moraš pripeljati v varno okolje, jim dati veščine in možnost, da začnejo razvijati projekte. Gospodarski pesimizem se pojavlja v okviru usihajoče industrije, bega možganov, praznih gospodarskih prostorov in splošnega mrtvila, ki je značilno predvsem za ekonomsko šibkejša slovenska področja.
Vizija, zakaj je vredno vlagati čas in trud v vzpostavitev sodelovalne kulture in z njo potrebne infrastrukture pobudniki coworkinga vidijo v razvijanju ustvarjalnih potencialov skupnosti uporabnikov ter ponovnem zagonu gospodarstva. Želja upraviteljev platform je ponoven zagon gospodarstva, ki temelji na spodbujanju kreativnih industrij in inoviranju novih ekonomskih modelov ter uravnoteževem razvoju urbanih središč in podeželja. Zaradi večplastnosti delovanja skupnosti kreativcev pa lahko učinki delovanja sodelovnih platform presežejo gospodarske okvire in prinesejo širše družbene spremembe.
V Sloveniji se je razvilo kar nekaj dobro izpostavljenih sodelovalnih skupnosti, ki prakticirajo vrednote sodelovne kulture.

### ABC HUB
ABC HUB deluje v Ljubljanskem BTC-ju od leta 2015. Nastal je na pobudo družbe BTC ter pospeševalnika ABC. Gre za enega največjih sodelovnih prostorov v Sloveniji, ki ponuja fiksne co-working prostore, sejne sobe, tihe kotičke, kuhinjo ter prostor za druženje.
ABC HUB predstavlja inovativno večnamensko središče, kjer zagonska podjetja razvijajo svoje rešitve, se povezujejo in izobražujejo, ter je kot tak nepogrešljiv sopotnik slovenskega zagonskega ekosistema.

### Aurora Coworking
Aurora coworking je coworking prostor, ki deluje v Prekmurju. Njegov ustanovitelj je Perujec Jose Antonio Morales. Aurora Coworking je začetna točka za najrazličnejše podjetnike.

### Coworking Zasavje / PUNKT
Coworking Zasavje se tesno pvezuje z znamko PUNKT, pod katero je Sloveniji tudi bolj poznan. Sama Coworking skupnost je začela delovati že leta 2012, vendar je bila takrat brez prostora, v stalni prostor se je naselila jeseni 2014. Njeni ustanovitelji so Tadeja Bučar, Janez Lipec, Jaka Potrpin, Katja Sovre in Matjaž Lenič. Gre za multidisciplinarne ustvarjalce, ki uporabljajo način sodelanja za produkcijo projektov, produktov in dogodkov.

### Geek House
Geek House deluje na različnih lokacijah po Sloveniji - Ljubljani, Novi Gorici, Kamniku, Zagorju ob Savi, Murski Soboti, Celju in Mariboru. Ponujajo storitve, kot so: pospeševalnik, zagonski bootcamp (trimesečni program, kjer podjetja pridobivajo temeljno znanje o gradnji zagonskih podjetij), prostori za zagonske ekipe, prostore za freelancerje, master of freelancing (intenziven enodnevni izobraževanlni program), master of marketing.

### Kreativna cona Šiška (KCŠ)
Kreativna cona Šiška (KCŠ) se nahaja v Ljubljani in je najdlje dejaven coworking prostor v Sloveniji, deluje že od leta 2011. Osnovna ekipa ustanoviteljev zajema skunost industrijskih oblikovalcev Rompom - Andraž Tarman, Gašper Premože, Jurij Lozić, Nuša Jelenec, Tilen Sepič ter pridružena fotografinja Nataša Košmrl in ilustrator Gregor Lože. KCŠ je zamenjal že številne upravljavce, dandanes večina prvotnih ustanoviteljev deluje v Poligonu, prostore pa so predali v upravljanje mlajši generaciji. KCŠ predstavlja prostor, kjer se ustvarjalci s področja oblikovanja, fotografije ter umetnosti s sodelovanjem in odrtostjo za kritiko posvečajo raziskovanju in ustvarjanju.

### MP coworking
MP coworking deluje v Dravljah v Ljubljani in je nastal je v letu 2011 pod okriljem neprofitne organizacije Zavod mladi podjetnik. Pomeni eno izmed aktivnosti za podporo in razvoj podjetništva omenjene orgnaizacije v Sloveniji. Poleg prostora za skupno delo nudi celovito podporna storitev za freelancerje in podjetnike začetnike. Velik poudarek MP coworkinga je na grajenju skupnosti, za kar so na voljo različni formalni in neformalni načini druženja.

### Poligon
Kreativni center Poligon je nekdanja coworking platforma v Sloveniji. Njena coworking skupnost je štela več kot 200 članov. Njeni ustanovitelji so bili Luka Piškorič, Marko Orel in Eva Perčič ter štiri skupnosti, ki so združile različne samozaposlene iz področja kreativnih industrij: Slovenia Coworking, Slovenia Crowdfunding, Kreativna cona Šiška in Ljudje. Poligon kreativni center je v Ljubljani deloval od leta 2014 do 2019. Šlo je za neke vrste vadbišče za samozaposlene profesionalce in ustvarjalne skupnosti delujoče na polju kreativnih ekonomij, socialnega podjetništva in kulture.

### RIIBA
RIIBA je precej bila ustanovljena leta 2014, velja za prvo ter izredno dejavno coworking skupnost na slovenski obali. Njeni ustanovitelji so kreativci: Nataša Pijaža, Luka Kaše, Marko Vivoda in Mateja Tomažinčič. Nastala je v okviru želje po vzpostavitvi ustvarjalne platforme, ki bi povezovala skupnost in kreativnost na slovenski obali.

### Slovenia Coworking
Slovenia Coworking ni klasična coworking platforma, ki se manifestira v fizičnem prostoru, temveč gre za nacionalno iniciativo, katere vizija je promocija in popularizacija coworkinga v Sloveniji kot inovativnega in učinkovitega delovnega pristopa za ponoven zagon gospodarstva in ustvarjanje boljše družbe, zaradi česar gre za redko “tvorbo” tudi v Evropskem prostoru. Ustanovljena je bila v istem času kot Kreativna cona Šiška (leta 2011), njena ustanovitelja pa sta Luka Piškorič in Eva Matjaž, po polletnem delovanju pa se jima je pridružil tudi Marko Orel. Realizirala se je preko začasne rabe različnih prostorov, ves čas pa je osredotočena na globinsko raziskovanje polja oworkinga ter širših področij novih ekonomih ter testiranja teh konceptov v praksi. Kulture coworkinga ne gradi le na nacionalni ravni, ampak povezuje in združuje različne ustvarjalne skupnosti tudi med različnimi državami v regiji. Zavzemajo se za promocijo in popularizacijo coworkinga v Sloveniji kot inovativnega in učinkovitega delovnega prostora ter za ponoven zagon gospodarstva in ustvarjanje boljše družbe.